# Ngưu Kim
Ngưu Kim (chữ Hán: 牛金; bính âm: Niu Jin) là một viên võ tướng phục vụ dưới trướng của lãnh chúa Tào Tháo và sau này là triều nhà Tào Ngụy trong thời kỳ Tam Quốc của lịch sử Trung Quốc. Ngưu Kim là bộ tướng của Tào Nhân, ông là một viên tướng dũng cảm và có phần tàn bạo.

## Tiểu sử
Uy danh của Ngưu Kim được biết đến trong trận Giang Lăng. Sau thất bại tại trận Xích Bích, Tào Tháo phải rút về phương Bắc, giao Giang Lăng lại cho Tào Nhân cùng Ngưu Kim và Trần Kiều trấn giữ. Quân Ngô thừa thắng tiến công quân Tào đánh chiếm đất đai. Chu Du dẫn mấy vạn người đến đánh, mấy nghìn quân tiên phong vừa đến đánh Giang Lăng.
Tào Nhân trèo lên thành xem thấy tình thế nguy ngập, lập tức tuyển ba trăm người và phái bộ tướng là Ngưu Kim đón đánh. Kim Ngưu tình nguyện dẫn đầu 300 kỵ binh xung phong vào trận đối phương xung phong chém giết quyết liệt. Tuy nhiên vì quân Ngô đông quá mà quân của Ngưu Kim ít vì thế bị vây hãm. Tào Nhân định ra cứu nhưng Trần Kiều khuyên là không nên vì bỏ mất mất mấy trăm người không có gì là quá to tát để đích thân viên tướng chỉ huy phải thân chinh nơi nguy hiểm. Tào Nhân không nghe dẫn mấy chục quân kỵ mang cờ chỉ huy ra khỏi thành vượt qua hào tiến thẳng về phía trước, xông vào vòng vây của quân Ngô, giải cứu Ngưu Kim.
Nhiều năm sau, Ngưu Kim tham gia vào cuộc phản công chống lại quân xâm lược Thục Hán vào năm 231 và giành được một chiến thắng trước một đội quân của Gia Cát Lượng và đuổi theo đến Kỳ Sơn. Năm 234, ông đánh bại đại tướng Thục Hán là Mã Đại trong một trận đánh và chém được nhiều quân lính đối phương.
Năm 238, ông theo Tư Mã Ý trong chiến dịch chống lại quân đội của dòng họ Công Tôn tại Liêu Đông và được phong làm Hậu tướng quân. Tuy nhiên, những thành tích của ông trong những năm sau này của ông chỉ làm Tư Mã Ý lo sợ và dùng âm mưu để trừ khử. Sau đó ông được lệnh phải tự tử bằng cách uống thuốc độc.

## Trong Tam Quốc diễn nghĩa
Trong Tam Quốc diễn nghĩa của La Quán Trung, Ngưu Kim được đề cập tại Hồi thứ 51, theo đó, khi quân Ngô tiến đánh, Ngưu Kim là kiện tướng của Tào Nhân đứng dậy nói rằng: Giặc đến dưới thành mà không ra đánh, thế là nhát. Vả lại quân ta mới thua, cần phải lấy lại nhuệ khí. Tôi xin mượn năm trăm tinh binh, quyết một trận sống mái.
Tào Nhân sai Kim Ngưu dẫn năm trăm quân ra đánh. Đinh Phụng thúc ngựa lại giao phong với Ngưu Kim. Đánh nhau với nhau mới chừng năm hiệp, Đinh Phụng vờ thua bỏ chạy. Ngưu Kim dẫn quân đuổi theo đến giữa trận. Đinh Phụng hô quân bao vây chặt chẽ. Ngưu Kim tả xung hữu đột, không sao ra được vòng vây. Tào Nhân ở trên mặt thành thấy thế, liền ngựa, dẫn vài trăm tráng sĩ kéo ra, ra sức khua đao, đánh xốc vào trận Ngô, đánh vào giữa vòng vây, cứu được Ngưu Kim ra. Gặp Tưởng Khâm chận đường, Tào Nhân và Ngưu Kim cố sức đánh tan. Lại thêm Tào Thuần là em Tào Nhân cũng đem quân ra tiếp ứng, hai bên đánh lộn một trận, quân Ngô thua chạy, Tào Nhân thắng trận trở về.
Sau đó Chu Du lệnh Cam Ninh dẫn quân đánh Di Lăng. Tào Nhân sai Tào Thuần và Ngưu Kim đi lẻn đến cứu Tào Hồng. Chiều tối hôm ấy, Tào Thuần, Ngưu Kim vừa dẫn quân đến nơi, liền hợp với quân Tào Hồng vây chặt Di Lăng. Sau đó Tào Hồng, Tào Thuần và Ngưu Kim nghe tin quân Chu Du sắp đến, một mặt sai người sang Nam Quận báo tin cho Tào Nhân, một mặt chia quân ra cự địch. Khi quân Ngô đến, quân Tào ra đánh, Cam Ninh, Chu Thái ở trong thành, chia làm hai đường kéo ra. Quân Tào rối loạn, quân Ngô bốn mặt đánh giết kịch liệt. Quả nhiên Tào Hồng, Tào Thuần, Ngưu Kim chạy theo đường nhỏ, nhưng bị nghẽn đường, ngựa không sao đi được, phải bỏ luôn cả ngựa mà chạy, Quân Ngô bắt được hơn năm trăm ngựa chiến.
Sau đó khi Chu Du bị trúng phục kích của Tào Nhân, bị tên độc bắn trúng té ngựa, Ngưu Kim ở trong thành đánh ra toan bắt Chu Du. Từ Thịnh, Đinh Phụng lăn xả vào cứu thoát. Quân Tào ở trong thành đổ ra, quân Ngô giày xéo lẫn nhau, sa xuống hố. Sau đó, Ngưu Kim dẫn quân đến khiêu chiến. Trình Phổ không giám ra chiến, Ngưu Kim chửi mắng mãi đến chiều tối mới về. Hôm sau lại đến chửi mắng thách đánh. Trình Phổ sợ Chu Du biết uất lên hộc máu, nên không dám báo cho biết. Ngày thứ ba, Ngưu Kim đến tận trước trại chửi bới, hò reo.
Sau khi biết Chu Du bị hộc máu tức chết, Tào Nhân sai ngay Ngưu Kim làm tiên phong,; tự mình cầm trung quân, Tào Hồng, Tào Thuần làm hợp hậu. Bao nhiêu quân kéo đi cả, chi còn Trần Kiều và một ít quân ở lại giữ thành. Nhưng đây là kế của Chu Du và kết cục là quân Tào đại bại mất cả trại tuy nhiên thành quả cuối cùng lại rơi vào tay quân Thục Hán vì sự sắp đặt khéo léo của Gia Cát Lương, điều này một lần nữa làm Chu Du tức điên lên và hộc máu ngất xỉu tại chỗ.